# マルクス・イングヴァルトセン
マルクス・イングヴァルトセン（Marcus Ingvartsen, 1996年1月4日 - ）は、デンマーク・デンマーク首都地域ファルム出身のプロサッカー選手。FCノアシェラン所属。ポジションはフォワード。

## クラブ経歴
2013年に国内リーグデンマーク・スーペルリーガのノアシェランでプロデビュー。2014-15シーズンから出場機会が増え、2016-17シーズンは23ゴールを決め、リーグ得点王に輝いた。
2017年7月、ヘンクと契約。加入後は膝の怪我に苦しみ、出場機会を得られなかったものの、2018-19シーズンはリーグ優勝を経験した、
2019年6月17日、ブンデスリーガに初昇格を果たしたウニオン・ベルリンと3年契約を締結。10月19日のフライブルク戦で移籍後初ゴールを決め、2-0で勝利。2020年3月4日のDFBポカール準々決勝のバイエル・レバークーゼン戦では、先制ゴールを決めたものの、その後逆転され、試合は1-3では敗退。2019-20シーズンはリーグ戦28試合5ゴールを記録し、ブンデスリーガ残留に貢献した。
2021年8月30日、マインツへ買取オプション付きのレンタル移籍。
2022年5月17日、マインツへ完全移籍し、2025年までの契約を結んだ。
2023年7月7日、古巣のノアシェランへの移籍が発表された。

## 代表経歴
プロデビュー前の2011年からユース世代のデンマーク代表でプレー。2017年と2019年にはU-21代表としてUEFA U-21欧州選手権に出場した。